# Pianure di Wuzhang
Le Pianure di Wuzhang (五丈原) sono situate vicino al fiume cinese Wei. Si trovano nella provincia di Shaanxi, a 56 km da Baoji. Il nome "Wuzhang" significa "cinque zhang", poiché zhang (丈) è un'unità di misura cinese che corrisponde a 3⅓ m. Le pianure sono situate a 12 m dal livello del mare, sono ampie 1 km da est ad ovest, e 3,5 km da nord a sud. Le Montagne Qinling sono a sud di queste pianure, mentre il fiume Wei al loro nord, il fiume Maili al loro est, e il fiume Shitou al loro ovest.
Il rischioso altopiano fu il sito della Battaglia delle Pianure di Wuzhang durante il periodo della guerra dei Tre Regni in Cina, nella quale il famoso politico e stratega Zhuge Liang morì di malattia.
Ora, le pianure di Wuzhang sono importanti dal punto di vista storico, per via dei molteplici ritrovamenti di manufatti del periodo dei Tre Regni fatti in questo territorio. Molti templi vennero qui costruiti in memoria del nome di Zhuge Liang, e questi hanno nomi che si riferiscono alla sua campagna a Nord. Poiché questo territorio è noto per la morte di Zhuge Liang, molti poeti hanno viaggiato a lungo per raggiungerlo.